# У Ваньшу, Павел
Павел У Ваньшу (кит.  吴万书保禄, 1884 г., Сихэтоу, провинция Хэбэй, Китай — 29.06.1900 г., Сяолуцзи, провинция Хэбэй, Китай) — святой Римско-Католической Церкви, мученик.

## Биография
Павел У Ваньшу родился в 1884 году в деревне Сихэтоу, провинция Хэбэй, Китай.
В 1899—1900 гг. в Китае проходило ихэтуаньское восстание боксёров, во время которого пострадало много китайских христиан. В июне 1900 года Павел У Ваньшу вместе с семьёй бежал из деревни, чтобы укрыться от преследований боксёров. 29 июня 1900 года семью Павла У Ваньшу обнаружили повстанцы возле деревни Сяолуцзи. Когда боксёры спросили Павла У Ваньшу о его религиозной принадлежности, то он ответил, что он является католиком, за что был сразу же на месте убит.

## Прославление
Павел У Ваньшу был беатифицирован 17 апреля 1955 года Римским Папой Пием XII и канонизирован 1 октября 2000 года Римским Папой Иоанном Павлом II вместе с группой 120 китайских мучеников.
День памяти в Католической Церкви — 9 июля.

## Источник
- George G. Christian OP, Augustine Zhao Rong and Companions, Martyrs of China, 2005, стр. 81  (англ.)